# اريك سينجر
اريك سينجر (بالإنجليزية: Eric Singer)‏ هو طبال وموسيقي وكاتب سيناريو أمريكي، ولد في 12 مايو 1958 في كليفلاند في الولايات المتحدة.

## وصلات خارجية
- الموقع الرسمي
- اريك سينجر على موقع IMDb (الإنجليزية)
- اريك سينجر على موقع ميوزك برينز (الإنجليزية)
- اريك سينجر على موقع أول ميوزيك (الإنجليزية)
- اريك سينجر على موقع ديسكوغز (الإنجليزية)
- اريك سينجر على موقع قاعدة بيانات الفيلم (الإنجليزية)